# 亚尔门
亚尔门（德語：Jarmen，發音：[ˈjaːɐ̯mən] ⓘ）是德国梅克伦堡-前波美拉尼亚州前波美拉尼亚-格赖夫斯瓦尔德县的城市，面积30.71平方千米，2023年12月31日人口为2,846人。